# Cafea Caribou
Caribou Coffee Company este o companie americană de cafea și un lanț de cafenele. A fost fondată în Edina, Minnesota, în 1992. În septembrie 2023, compania deține peste 750 de locații în întreaga lume. Are sediul în Brooklyn Center, Minnesota.

## Istorie

### Anii 1990
Fondatorul Caribou Coffee, John Puckett, lucra ca și consultant de management pentru firma Bain &amp; Company din Boston, când a decis că vrea să devină antreprenor. După o excursie în Parcul Național Denali din Alaska, el și soția sa, Kim, au decis să strângă bani și să înființeze o companie de cafea. Soția sa a rămas cu un loc de muncă la General Motors, în timp ce John s-a mutat în Minnesota pentru a găsi primul teren și a pregăti finanțarea.
Inițial, programul pentru Caribou a fost de cinci zile pe săptămână, destinat lucrătorilor la birourile din centrul orașului, imitând ceea ce funcționa în Boston. Puckett a semnat un contract de închiriere pentru prima locație care va fi în marea clădire de birouri, Pillsbury Center. Cu toate acestea, la scurt timp, proprietarul clădirii a decis să nu semneze contractul de închiriere, deoarece un alt chiriaș al clădirii avea drepturi exclusive de a vinde cafea în clădire și amenințase că îi va da în judecată. Ca urmare, finanțarea magazinului a căzut, deoarece era dependentă de acel loc specific. Puckett a optat pentru căutarea unei locații disponibile în suburbii, astfel primul magazin Caribou Coffee a fost lansat în Edina, Minnesota, o suburbie a Minneapolis, în decembrie 1992.

### Anii 2000
În 2003, Michael J. Coles a fost numit CEO. Pe 29 septembrie 2005, Caribou și-a lansat IPO (Oferta publică inițială) listată la NASDAQ sub CBOU. CEO-ul Coles își amintește: „La doi ani după ce am preluat, ne-am extins la 337 de magazine în 14 state și Districtul Columbia. În mai puțin de trei ani, Caribou a trecut de la o companie cu o creștere negativă a vânzărilor la o companie publică listată la NASDAQ”. În 2006, Arcapita (cunoscută anterior drept Prima Bancă Islamică de Investiții) era acționarul majoritar al Caribou Coffee. În 2002, implicarea lui Yusuf al-Qaradawi în bancă a dus la un protest al Caribou Coffee. În același an, al-Qaradawi a demisionat din funcția de președinte al Consiliului Sharia al băncii. În 2009, Caribou avea peste 6.000 de angajați.

### Anii 2010
În decembrie 2012, compania a fost trecută în privat printr-o tranzacție de 340 de milioane de dolari de către compania germană de acțiuni JAB Holding Company. În urma fuziunii, s-a declarat că, Caribou Coffee va continua să funcționeze ca o companie independentă, cu propria sa marcă, echipă de management, strategie de creștere și va continua să aibă sediul în Minneapolis.
În mai 2013, Caribou Coffee a anunțat planurile de a închide 80 de magazine în Ohio, Michigan, Pennsylvania, Washington DC, Maryland, Virginia, Georgia, Illinois și Eastern Wisconsin, iar alte 88 din acele locații urmând să fie transformate în Peet's Coffee &amp; Tea în 2013– 2014. Locațiile Caribou ar rămâne deschise în California, Colorado, Georgia, Iowa, Illinois, Indiana, Kansas, Michigan, Minnesota, Missouri, Carolina de Nord, Dakota de Nord, Nebraska, Ohio, Oklahoma, Dakota de Sud, Virginia, Wisconsin, Wyoming și zece pe piețele internaționale.
Caribou Coffee are 282 de magazine pe nouă piețe internaționale, inclusiv Kuweit, Bahrain, Qatar, Arabia Saudită, Turcia și Emiratele Arabe Unite.
În 2019, John Butcher a înlocuit-o pe Sarah Spiegel ca CEO. Pe 5 august 2021, Caribou a anunțat că a fuzionat cu Panera Bread și Einstein Bros. Bagels pentru a forma Panera Brands. După patru ani în mâini private, pe 8 noiembrie 2021, Panera Brands a depus documente pentru o ofertă publică inițială de acțiuni.

## Încălcarea datelor
Pe 20 decembrie 2018, compania și-a notificat clienții cu privire la o potențială încălcare a datelor pe care a descoperit-o la sfârșitul lunii noiembrie a acelui an. Încălcarea a afectat și alte companii deținute de JAB Holding Company, și anume Bruegger's și Einstein Bros. Bagels și a inclus eliberarea numerelor de card de credit și a codurilor CVV.